# Luigi Gualterio
Luigi Gualterio (Orvieto, 12 de outubro de 1706 - Frascati, 24 de julho de 1761) foi um cardeal do século XVIII

## Biografia
Nasceu em Orvieto em 12 de outubro de 1706. De família patrícia aparentada com o Papa Inocêncio X. Filho de Giovanni Battista Gualterio, marquês de Corgnolo, e de sua primeira esposa, Giulia Staccoli. Ele também está listado como Ludovicus Gualterius; seu primeiro nome também está listado como Ludovico; e seu sobrenome como Gualtieri. Sobrinho-bisneto do Cardeal Carlo Gualterio (1654). Sobrinho do Cardeal Filippo Antonio Gualterio (1706).
Estudos iniciais em casa; depois, enviado a Roma para estudar no Somaschan Collegio Clementino ; mais tarde, estudou na Universidade La Sapienza , em Roma, onde obteve o doutorado em utroque iure , tanto em direito canônico quanto em direito civil, em 1730.
Em 1726, foi enviado como capataz papal a Paris para levar o barrete vermelho ao novo cardeal André-Hercule de Fleury, primeiro-ministro francês. Referendário dos Tribunais da Assinatura Apostólica, janeiro de 1730. Prelado doméstico de Sua Santidade. Vice-legado em Ferrara, fevereiro de 1731. Governador de Spoleto, 28 de março de 1735. Comissário Apostólico de Benevento, dezembro de 1735 a 1738. Inquisidor da Ilha de Malta, 9 de abril de 1739-1743.
Ordenado em 30 de novembro de 1742.
Eleito arcebispo titular de Mira, em 16 de dezembro de 1743. Consagrado, em 19 de janeiro de 1744, palácio Quirinale, Roma, pelo Papa Bento XIV, assistido por Martino Caracciolo, arcebispo titular da Calcedônia, e por Enrique Enriquez, arcebispo titular de Nazianzo. Assistente no Trono Pontifício, 19 de janeiro de 1744. Núncio em Nápoles, 21 de março de 1744. Núncio na França, 2 de março de 1754.
Criado cardeal sacerdote no consistório de 24 de setembro de 1759; com um breve apostólico de 28 de setembro de 1759, o papa enviou-lhe o barrete vermelho; recebeu o barrete vermelho na catedral de Orvieto do apto papal Monsenhor Giuseppe Maria Contesini, camareiro particular e coppiere de Sua Santidade; recebeu o chapéu vermelho em 30 de janeiro de 1760; e o título de S. Giovanni a Porta Latina, 24 de março de 1760. Atribuído à SS. CC. de Propaganda Fide, Bispos e Religiosos, Avignon e delle Acque . Legado em Romandiola por um triênio, 13 de julho de 1761; ele nunca tomou posse de sua legação.
Morreu em Frascati em 24 de julho de 1761, campo Borghesiano, comumente conhecido como Villa Taverna, perto de Frascati, onde havia ido recuperar a saúde; depois de receber os sacramentos da Igreja. Transferido para Roma, o funeral ocorreu na igreja teatina de S. Andrea delle Valle, conforme seu testamento; o papa e o Sagrado Colégio dos Cardeais compareceram ao funeral; o seu corpo foi sepultado na capela frontal, ao lado da Epístola, na igreja de S. Giovanni a Porta Latina, seu título, com uma inscrição simples como havia solicitado